# Jüdischer Friedhof (Nienburg, Saale)
Der Jüdische Friedhof Nienburg (Saale) ist ein Jüdischer Friedhof in Nienburg (Saale) im Salzlandkreis in Sachsen-Anhalt.

## Beschreibung
Auf dem Friedhof an der Adolf-Meyer-Straße befindet sich nur noch ein kleiner Teil der ursprünglich vorhandenen Grabsteine, die für jüdische Verstorbene aus Nienburg und Umgebung von Anfang des 19. Jahrhunderts bis ins 20. Jahrhundert gesetzt wurden.

## Geschichte
Der Friedhof wurde Anfang des 19. Jahrhunderts angelegt. Er wurde in der Zeit des Nationalsozialismus, vor allem während der Novemberpogrome 1938, mehrfach geschändet.